# August 1
August 1 è un film del 1988 diretto da Sibi Malayil.

## Trama
Un detective della divisione criminale lotta contro il tempo per impedire un attentato imminente al primo ministro del Kerala.